# Történeti-összehasonlító nyelvészet

## Kezdetek
A 19. századot nevezik a történeti-összehasonlító nyelvtudomány korszakának, ám ilyen jellegű kutatások már jóval korábbról is fennmaradtak. Dante (1265-1321) De vulgari eloquentia című művében leírja, hogyan jönnek létre valamely forrásnyelvből különböző leszármazott nyelvek, valamint elkülönít három európai nyelvcsaládot (germán nyelvek, latin nyelvek, görög nyelvváltozatok). 
Dante a nyelvek felosztásában alkalmazott módszerét, melynek során feljegyezte az egyes szójelentésekhez tartozó, nyelvenként eltérő különböző kifejezési formákat, később J.J. Scaliger is alkalmazta. Ennek a módszernek az eredményeként született meg később a centum—satem felosztás.
J.J. Scaliger elvetette a görög és latin közötti egyenesági leszármazásának és a világ összes nyelvének a héberre való visszavezethetőségének az elméletét. Tizenegy nyelvcsaládot állított fel, melyeken belül genetikai kapcsolatot feltételezett fel, ugyanakkor a családok között nem. A családokat Mutterspachen-nek vagy Matrices linguae-nek nevezte, mindegyik családot az „Isten” jelentésű szavak alapján nevezte el (pl. Deus, Theós, Godt, Boge).
Gottfried Wilhelm Leibniz az egyik legkorábbi kutató volt, aki rámutatott a magyar és finn között fennálló rokonságra. Nem vetette el a nyelvek monogenetikus elméletét, de a közös őst nem egy élő nyelvben látta. A közös „gyökök” alapján két csoportot állított fel, amelyek a jafetita vagy szkíta-kelta illetve az arám voltak. 
II. Katalin cárnő megrendelésére készült el P.S. Pallas Az egész földkerekség nyelveinek összehasonlító szójegyzékei című munkája, amely közel kétszáz nyelvet tartalmaz.
Sir William Jones-t sokszor nevezik a történeti-összehasonlító nyelvészet előfutárának. 1786-ban olvasta fel híres beszédét a kalkuttai Királyi Ázsiai Társaság ülésén, amelyben kimondta a szanszkritnak a latinhoz, göröghöz és a germán nyelvekhez való rokonságát: 
"A szanszkrit nyelv, akármennyire ősi, csodálatos szerkezetű; tökéletesebb, mint a görög, bőségesebb, mint a latin, és választékosan kifinomultabb, mint bármelyik; mindazonáltal nagyobb hasonlóság fűzi mindkettőhöz, az igék töveiben csakúgy, mint a grammatikai alakokban, mint amely a véletlennek lenne tulajdonítható; olyan nagy ez a hasonlóság, hogy egyetlen filológus sem vizsgálhatná meg mindhármat anélkül, hogy valamilyen közös forrásból való származásukra rá ne döbbenne, egy olyan forrásból, amely ma már talán nem is létezik. Hasonló ok van annak feltételezésére, bár talán nem ennyire erős, hogy a gót és a kelta nyelv eredete is közös a szanszkritéval." (161. o.)
1770-ben jelent meg Sajnovics János Bizonyítéka annak, hogy a magyarok és a lappok nyelve egy és ugyanaz című munkája, Gyarmathi Sámuel pedig 1799-ben bebizonyította a magyar és finn nyelvek rokonságát.

## Első nemzedék – Ógrammatikusok
Rasmus Raskot, Jacob Grimmet és Franz Boppot gyakran a történeti nyelvészet alapítóinak nevezik. Rasktól származnak az óészaki és óangol nyelvekről írt első rendszeres nyelvtanok, fontos művének címe Tanulmányok a régi északi vagy izlandi nyelvek eredetéről (1818). Grimm alkotta meg többek között az erős és gyenge ragozás, Ablaut és Umlaut szakkifejezéseket is. Deutsche Grammatik-ja a germán nyelvek tanulmányozásának megalapozó műve volt. Nevéhez fűződik az első germán hangeltolódás törvénye, amelyet Grimm-törvénynek is neveznek. Franz Bopp A szanszkrit igeragozási rendszerről (1816) című munkájában megpróbálta rekonstruálni azt a nyelvet, amelyből az indoeurópai nyelvcsalád nyelvei létrejöttek. Összehasonlító nyelvtanában (1833) az érintett nyelvek összehasonlításáról, az ezeket irányító törvényekről és a ragozási alakok eredetéről ír.
August Schleicher legismertebb műve Az indogermán nyelvek összehasonlító nyelvtanának kompendiuma, melynek alcíme Az indogermán alapnyelv hangtanának és alaktanának rövid vázlata. Szerinte a nyelvcsaládok meghatározott számú nyelvből állnak, amelyek egy már nem létező alapnyelvre vezethetőek vissza. Az általa felállított modell a családfa-elmélet (Stammbaumtheorie), amelyben érezhető a Linné-féle rendszerezés hatása. A biológiai megközelítés a nyelvtipológiájában úgy érvényesül, hogy a három nyelvtípus, az izoláló, agglutináló és flektáló, mint egymást követő fejlődési szakaszok jelennek meg. Az élő nyelveket családokba csoportosította, és mindegyik családnál feltételezett egy közös alapnyelvet (Grundsprache), ezeket pedig egy közös eredeti vagy ősnyelvre (Ursprache) vezette vissza. Ezt az elméletet egészítette ki Schmidt a hullám-elmélettel (Wellentheorie). 
Wilhelm Humboldt szerint a nyelv, mint elő folyamat (energeia) él a beszélőinek tudatában, és akkor rögzül állandó állapotba, amikor a nyelvtaníró azt, mint a folyamat pillanatnyi eredményét (mint létező ergont) leírja. A nyelv Humboldtnál élő szervezet, melynek változására az Entwicklung (fejlődés) illetve néha az Evolution kifejezéseket használta. A három nyelvtípus (izoláló, agglutináló, flektáló) nála a nyelvek teljes kibontakozása (Vollkommenheit) irányába történő haladás fokozatait jelentik.

## Második nemzedék – Újgrammatikusok
Az újgrammatikus kifejezés eredetileg gúnynév volt, amellyel a lipcsei egyetemen tanító és tanuló fiatal tudósokból álló csoportot nevezték, ők azonban büszkén viselték a megnevezést. A kifejezés magyarul félrefordítás eredménye, mivel a Junggrammatiker ’ifjú grammatikust’ jelent. Az újgrammatikusok is természettudományos alapokon dolgoztak, azonban a biológia helyett elsősorban a geológiából és fizikából merítettek, munkáik során a fonetika és a dialektológia kiemelt szerepet játszott. Az elmélet két fő megalkotója Hermann Osthoff és Karl Brugmann, akik nézeteiket 1878-ban az általuk alapított folyóirat programadó tanulmányában foglalták össze. Megállapításuk szerint a hangváltozások mechanikus folyamatok, amelyek ugyanazon nyelvjárásban és ugyanabban az időszakban törvények szerint megy végbe, amely nem enged meg kivételeket (ausnahmlose Lautgesetze). Hermann Paul A nyelvtörténet elvei (1880) című munkájában fejtette ki az újgrammatikusok elméletét, és kimondta, hogy a "a nyelv egyetlen tudományos szemlélete a történeti szemlélet".